# Tathágata-garbha szútrák
A Tathágata-garbha szútrák mahájána szútrák egy csoportját jelenti, amelyek a tathágata, azaz Buddha méhét vagy embrióját (garbha) jelentik. Minden érző lény képes elérni a buddhaság állapotát a tathágata-garbha miatt.
Ez a koncepció Indiából ered és hatalmas hatással volt a kelet-ázsiai buddhizmusra is, ahol ez megegyezett a „Buddhadhátu”, „buddha-elem” vagy buddha-természet fogalmainak.
A Tathágata-garbha szútrák közé tartozik a Tathágata-garbha-szútra, a Srímáládeví-szimhanáda-szútra, a mahájána Maháparinirvána-szútra és az Angulimálíja-szútra. Hasonló tanítások szerepelnek a Lankávatára és az Avatamszaka-szútrában. Fontos szövegnek számít még a Hit felébredése, amelyet eredetileg Kínában ítak, valamint a Mahájána Maháparinirvána-szútra, amelyet jelentősen kiegészítettek Kínában.

## A kifejezés eredete
A szanszkrit tathágata-garbha (kínai: 如来藏, pinjin: rúláizàng, japán: にょらいぞう, koreai: 여래장, vietnámi: như lai tạng) összetett alak, amelynek első része azt jelenti, hogy „az ekként távozott” (utalva a buddhaságra), a második rész pedig „gyökér, embrió, lényeg”.

## A koncepció eredete
Az Anguttara-nikájában, Buddha egy bizonyos „ragyogó tudat”-ról beszél. A kánon nem támogatja azt a nézetet, miszerint a „ragyogó tudat” megfelelne a nirvána tudatnak, jóllehet szerepet játszik a nirvána elérésében. Egy buddhista tudós szerint a béklyók megszüntetésével a nirvána tudat felragyog az arhatság méhéből. A tathágata-garbha és a buddha-természet ugyan nem egészen ugyanazt jelenti, a buddhista hagyományban egymással azonosították a kettőt. Az Angulimalija-szútrában és a Mahájána-maháparinirvána-szútrában a „buddha-természet” (buddha-dhátu) és a „tathágata-garbha” szinonimák.
Több buddhista szútra is megkísérli elmagyarázni a tathágata-garbha jelentését, mégis rejtélyes és állítólag kifürkészhetetlen marad a közönséges, meg nem világosodott ember számára, és csak a tökéletes buddhák érthetik meg teljességében. A tathágata-garbhát nem szükséges művelni, csupán felismerni kell, mivel az mindig is jelen van minden lényben. A tathágata-garbha a legvégső, tiszta, megfoghatatlan, végtelen, igaz és halál nélküli lényege a Buddha valóságának, a fenséges természetének lényege.

## Szövegek

### Áttekintés
A tannal kapcsolatos legfontosabb szövegek, amelyeket Indiában írtak: 
- Tathágata-garbha-szútra (200-250)
- Srímáládeví-szimhanáda-szútra (3. század[9])
- Anunatva-Apurnatva-nirdésa
- Angulimálíja-szútra
- Ratnagotravibhága
- Mahájána Maháparinirvána-szútra (200 körül)
- Lankávatára-szútra (3. század)
- Ébredő tudat a mahájánában (6. század)

Paul Williams szerint Tathágata-garbha szútrák hagyománya a jógácsára és a madhjamaka iskolákhoz képest kevésbé volt jelentős Indiában, viszont kifejezetten fontos szerepe lett a közép-ázsiai és kelet-ázsiai buddhizmusban.

### ATathágata-garbha-szútra(200-250)
A Tathágata-garbha-szútrában a tathágata-garbha egy virtuális Buddha-homunculus, egy tökéletes bölcsességgel rendelkező Buddha, „aki hatalmas és elpusztíthatatlan”, érintetlen, minden lényen belül, lótusz pózban fenségesen ül, és csak egy tökéletesen megvilágosodott buddha képes meglátni. A Tathágata-garbha szútrák közül ez a tathāgatagarbha legszemélyesebb jellemzése, amely emlékeztet Buddha mahájána ábrázolására, amint az anyja méhében ül születése előtt lótusz pózban.

### ASrímáládeví-szimhanáda-szútra(2. század)
A tudósok a legkorábbi és legfontosabb Tathágata-garbha szútrák némelyikét bizonyos korai buddhista iskolákhoz kötik.
Brian Edward Brown szerint a Srímáládeví-szimhanáda-szútra a 3. századi Iksváku-dinasztia korában keletkezhetett, a mahászánghika szerzők tollából, Ándhra régióban (például a csaitika iskolák). Wayman tizenegy pontban szedte össze a mahászánghikák és a Srímálá egyezőségeit. Sree Padma és Anthony Barber is mahászánghikákkal társítja a Tathágata-garbha-szútra korai szakaszát, és arra következtetnek, hogy az Ándhra régióból származó mahászánghikáktól származhat a tathágata-garbha tan.
A Srímáládeví-szimhanáda-szútrában a következő szerepel a tathágata-garbháról:
|  | „a Tathagata Dharmakayája a "szenvedés megszüntetése"-nek neveztetik, és az kezdetnélküli, nemteremtett, nemszülető, nemmeghaló, nem halálnak-alávetett, állandó, rendületlen, nyugodt, örök: legbensejéig tiszta, nemérintett a beszennyeződések halmazaitól, és amelyet a Buddha-természeteknek a Gangesz homokszemeinél is nagyobb sokaságú serege kísér, melyek végtelenek, és megszabadítottként ismertek és elképzelhetetlenek..” |
|  | |

### AzAnunatva Apurnatva-nirdésa
A buddha-természet doktrína fejlődése szorosan kapcsolódik a buddha-mátrix (szanszkrit: tathágata-garbha) fogalmához. Az Anunatva-Apurnatva-nirdésában Buddha a tathágata-garbhát a dharma-dhátuhoz (minden jelenség legvégső, nem teremtett lényege) és a lényegiséghez köti:
|  | „Amit "lénynek" (szattva) nevezek, az csak a végtelen, szilárd, tiszta és változástalan menedék egy másik elnevezése, amely mentes a keletkezéstől és az elmúlástól, a felfoghatatlan tisztaságú dharma-Szív szútra – Lankávatára szútra-dhátu.” |
|  | |

### AzAngulimálíja-szútra
Minden lénynek buddha-természete (Buddha-dhátu) van. Azt állítja az Angulimálíja-szútra, hogy a buddhák sem lennének képesek olyan lényt találni, akiből hiányzik a buddha-természet. A szútrában az szerepel, hogy a buddhák valójában minden lényben az örök buddha-természetet látják.
A tathāgatagarbha igaz valóságában való hit fontosságáról szóló szövegek alapján a tathāgatagarbha egy erősen eltökélt pozitív mentális cselekedet, amelynek a tagadása rendkívül kedvezőtlen karmát eredményez. Az Angulimálíja-szútra szerint kedvezőtlen újjászületést eredményez még az is, ha az éntelenség tanítása mellett a tanító nem tér ki a tathágata-garbha valóságára, a  tathágata-garbha tan terjesztése viszont nem csak annak az egyénnek, hanem az egész világnak a javára válik:
|  | „Akik szamarak voltak előző életeikben és nem törődtek a tathágata-garbhával, most szegények és durva ételt esznek mint a szamár. Következő életeikben is, amellett, hogy szegények lesznek, alacsonyabb újjászületésre számíthatnak, ksatrija [katonai] családokban. Ezek azon emberek, akik nem hisznek a tathágata-garbhában, de az éntelenséget gyakorolják, így hát prostituáltak, számkivetettek, madarak és szamarak lesznek [...] Azok az emberek, akik műveletlenek és rossz nézeteket vallanak, és haragszanak azokra akik a tathágata-garbhát tanítják a világnak, és [azok a tanulatlanok, akik] éntelenség helyett az én létezését tanítják. Az, aki a tathágata-garbhát tanítja az embereknek még az élete árán is, mivel tudja, hogy azok tapasztalatlanok a szavakkal és kiegyensúlyozatlanok, az igaz türelemmel bír és a világ hasznára tesz tanításával. ” |
|  | |

### ARatnagotravibhága
A vitatott szerzeményű Ratnagotravibhága (vagy más néven Uttaratantra) az egyetlen indiai kísérlet egy koherens filozófiai modellre, amely a  Tathágata-garbha szútrákban található ideákra épül. A Ratnagotravibhága különösen emlékeztet a Srímáládeví-szimhanáda-szútrára. A szútra a buddha-természetre (tathágata-garbha) úgy tekint, mint „ilyenség” vagy „olyanság”. A lényege az, hogy minden lény legvégső tudatossága tiszta és hibátlan, amit azonban tisztátlan és negatív tendenciák vesznek körbe.

### AMahájána-maháparinirvána-szútra(200 körül)

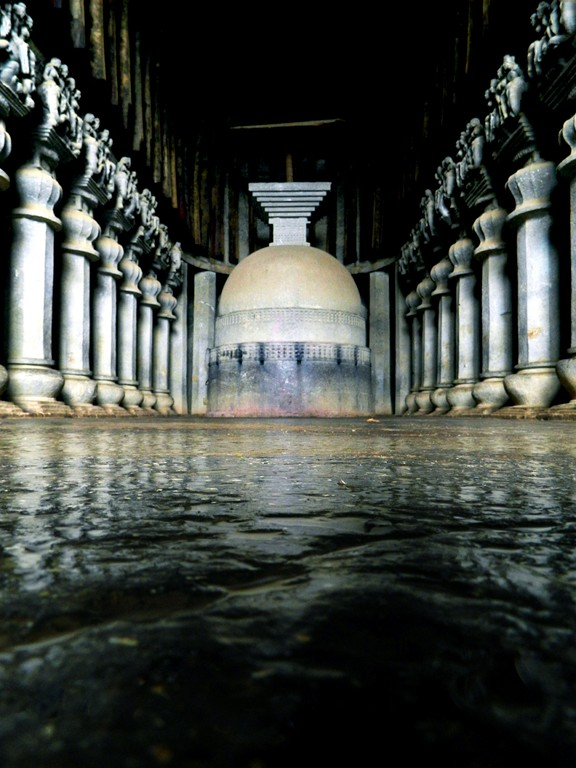
A mahászánghika szektával azonosított barlang. Karla barlangok, Mahárástra, India

A Nirvána-szútra egy eszkatológiai szöveg. A nagy része Indiában készült, abban az időben, amelyről úgy tartották, hogy akkor fog elpusztulni a buddha-dharma és az összes mahájána szútra. A szútra erre a megjövendölt végre reagál a tathágata-garbha kinyilatkoztatásával, amely szerint minden érző lény veleszületett tulajdonsága a buddha-természet.
Sallie B. King szerint a Maháparinirvána-szútra nem számít jelentős újításnak, és meglehetősen rendszertelen is. Emiatt későbbi tudósok előszeretettel rendezték át ezt a szútrát szövegmagyarázataikban. King szerint a legfontosabb újítása az, hogy összeköti a buddhadhátu fogalmát a tathágata-garbhával.
A Buddha-dhátu, azaz a buddha-természet a Nirvána-szútra központi témája. King szerint a szútra olyan sokféleképpen beszél a buddha-természetről, hogy kínai tudósok egy egész listát állítottak össze a szövegben szereplő különböző buddha-természetekből. A buddha természetét úgy ábrázolja mint ami időtlen, örök, minden érző lény veleszületett képessége a buddhaság elérésére. Ez nem azt jelenti, hogy az érző lények jelenleg is buddha tulajdonsággal rendelkeznek, csupán azt, hogy a jövőben lesznek ilyen tulajdonságaik. Mindezt elhomályosítják a klésák, a negatív mentális tényezők, amelyek közül a legjellemzőbbek a kapzsiság, a gyűlölet, a csalódás és a büszkeség. Amint ezek a negatív mentális tényezők el lettek távolítva, a buddha-dhátu magától felragyog, amely állapotba azután tudatosan be lehet lépni és elérni a halál nélküli nirvána állapotát.

### ALankávatára-szútra(3. század)
A Lankávatára-szútra alapján a tathāgata-garbha tanítása megegyezik az üresség (súnjatá) tanával. Egyesíti a tathágata-garbhát a pradzsnyápáramitá szútrákban található üresség (súnjatá) tanításokkal. Az üresség a gondolkozáson túli non-dualista, nem függő, minden behatároltságtól mentes szabad lét. A Lankávatára-szútrában a tathágata-garbha ragyogó és tiszta, amely szkandhák, dhátuk és ájatanák ruhájába van csomagolva, és a ragaszkodás, gyűlölet, csalódás és téves képzetek poros földjébe van ágyazva. A tathágata-garbhát (és a álaja-vidzsnyánát, vagy nyolcfajta tudatosság) a nirvánához is hasonlítja, bár ez az nirvána elérésére vonatkozik, és nem a nirvánára, mint időtlen jelenségre.